# Non-Subscribing Presbyterian Church of Ireland
De Non-Subscribing Presbyterian Church of Ireland (NSPCI) is een liberaal-protestants en presbyteriaans kerkgenootschap in Ierland. De meeste kerken (meeting houses) bevinden zich in Ulster (Noord-Ierland).

## Geschiedenis

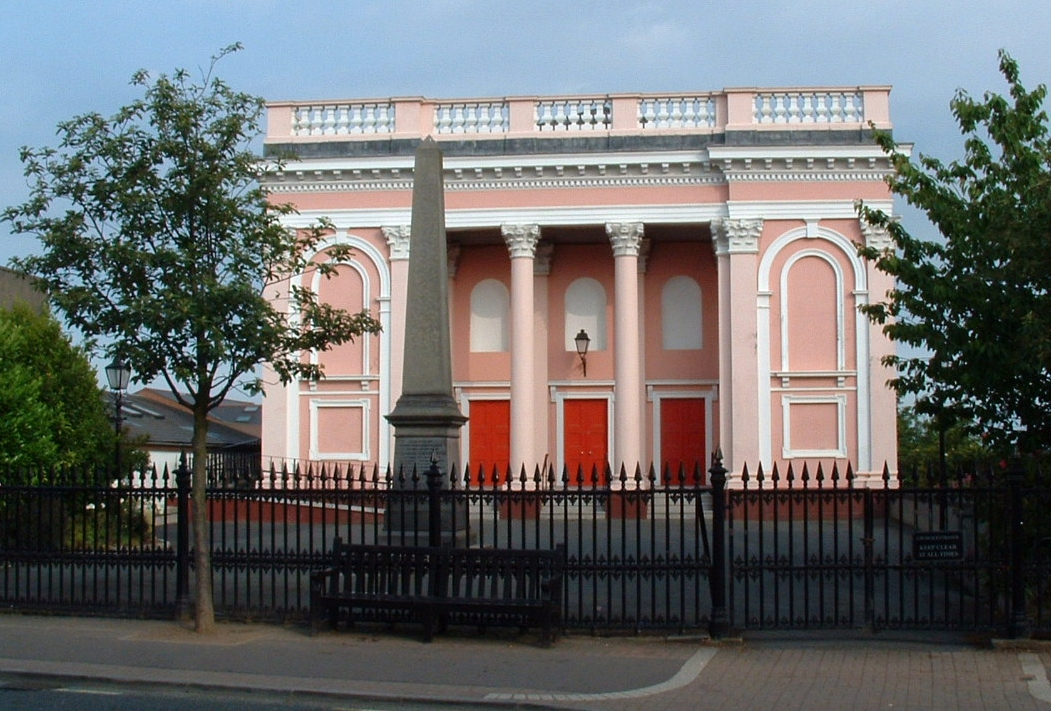
De Holywood First Non-Subscribing Presbyterian Church

Toen in de 18de eeuw het ondertekenen van de Calvinistische Geloofsbelijdenis van Westminster verplicht werd gesteld voor Ierse presbyterianen leidde dit tot een fel protest onder een deel van de predikanten. De meeste van deze bezwaarde predikanten had Arminiaanse sympathieën, een ander deel was wel Calvinistisch maar wilde niets weten van het verplicht onderteken van een door feilbare mensen opgestelde geloofsbelijdenis (vandaar non-subscribing, het weigeren om een geloofsbelijdenis verplicht te ondertekenen). Uit protest tegen de gang van zaken binnen de Presbyterian Church in Ireland vormden deze bezwaarde predikanten onder leiding van John Abernethy in 1725 het Presbytery of Antrim (Presbyterium van Antrim) die uitsluitend de Heilige Schrift erkende als regel van geloof en leven. In 1830 ontstond om vrijwel dezelfde reden de Remonstrant Synod of Ulster (Remonstrantse Synode van Ulster) en later ontstond ook de Synod of Munster (Synode van Munster). In de loop van de 19de eeuw werd het Arminianisme en gematigd Calvinisme, tot dan toe kenmerkend voor de drie kerkgenootschappen, grotendeels ingewisseld voor het Arianisme. Sommige lokale gemeenten gingen over tot het Unitarisme. 
In 1910 werden de Presbytery of Antrim en de Remonstrant Synod samengevoegd tot de Non-Subscribing Presbyterian of Ireland (NSPCI). In 1935 voegde de Synod of Munster zich ook bij de NSPCI. Gedurende de twintigste eeuw werden er contacten gelegd met liberal protestanten en unitariërs in Engeland en op het Europese vasteland. 

## Theologie
De NSPCI kent geen officieel uitgedragen theologie. In de Statement of Uniting Principles, een soort beginselverklaring, wordt veel nadruk gelegd op het praktische Christendom en de leer van Jezus Christus en worden dogma's sterk gerelativeerd. Er wordt grote nadruk gelegd op de Heilige Schrift en dat de eenheid onder Christenen niet worden gezocht rondom een setje geloofsbelijdenissen, maar rond de Schrift en leer van Christus. 
Alle gemeenten zijn liberaal georiënteerd. De meesten van hen zijn unitarisch, maar er zijn enkele trinitarische gemeenten. De NSPCI is medeoprichter van de Ierse Raad van Kerken en het Europese Liberale Protestantse Netwerk en lid van de International Association for Religious Freedom (IAFRF). 
Tegenwoordig telt de NSPCI 34 gemeenten en 4000 leden.

## Verwijzingen
1. ↑  nspresbyterian.org
2. ↑  "The teaching of Christ must take precedence over the doctrine of a later time"
3. ↑  https://web.archive.org/web/20131014091417/http://www.nspresbyterian.org/PAGES/faith.htm
4. ↑  https://web.archive.org/web/20100626105651/http://www.opctemplepatrick.org.uk/blog/read_4443/on-the-trinity.html